# Pirámides (métro de Madrid)
Pirámides est une station de la ligne 5 du métro et des lignes C-1 et C-10 des chemins de fer de banlieue de Madrid, en Espagne.

## Situation
La station est située entre Acacias au nord-est, en direction de Alameda de Osuna et Marqués de Vadillo au sud-ouest, en direction de Casa de Campo. Sur la ligne des chemins de fer de banlieue, elle est située entre Príncipe Pío au nord-ouest et Delicias à l'est.
Elle est établie sous le cours des Acacias pour la ligne de métro et sous le cours Vallejo Nájera pour les chemins de fer de banlieue, dans l'arrondissement d'Arganzuela. Elle comprend deux voies et deux quais latéraux sur chaque ligne.

## Dénomination

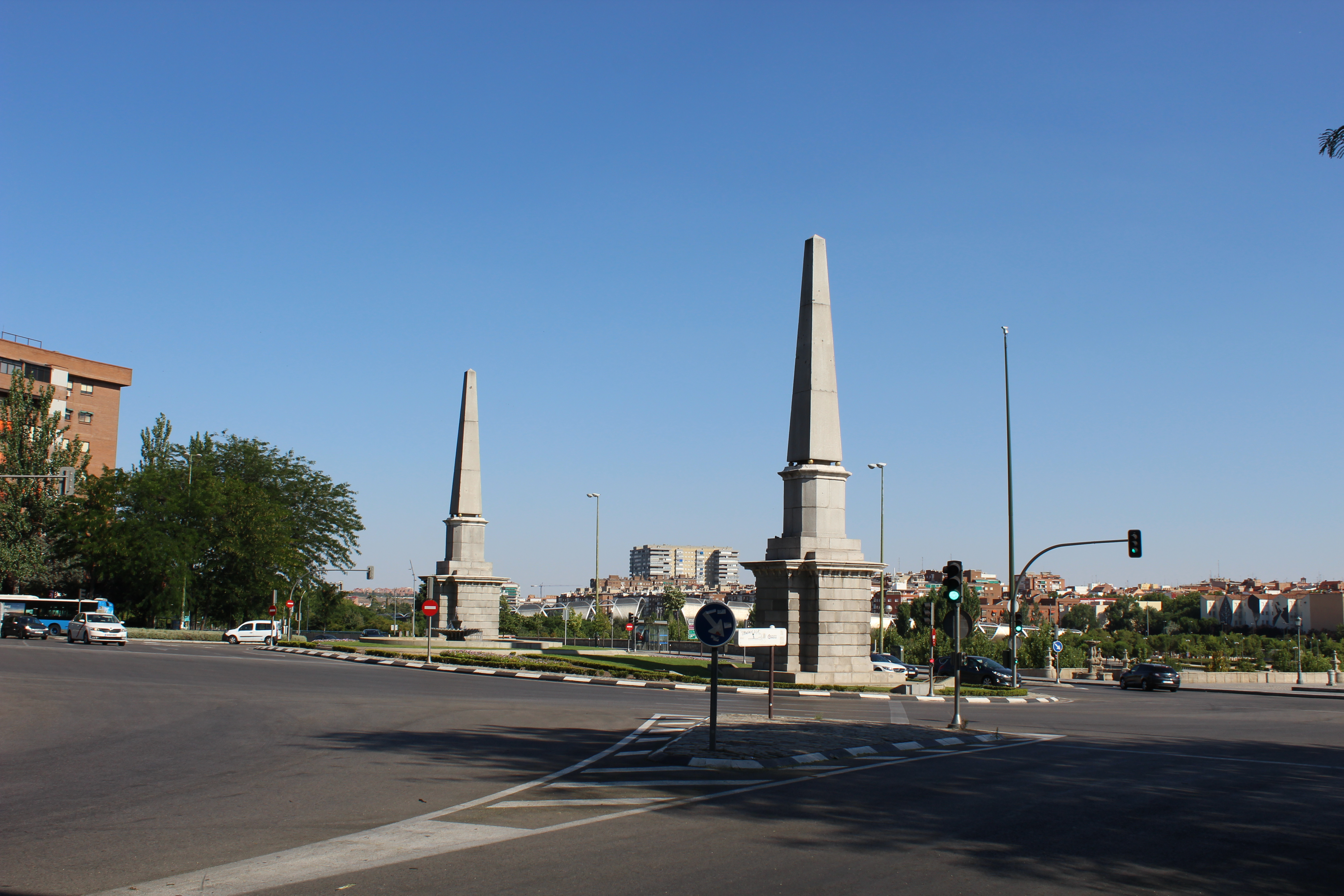
La place des Pyramides

La station tire son nom de la place des Pyramides (glorieta de las Pirámides), ornée de deux obélisques et située au bord du Manzanares, à 200 m de la station.

## Historique
La station de métro est ouverte le 5 juin 1968, lors de la mise en service de la ligne 5 entre Callao et Carabanchel. La station des chemins de fer de banlieue est ouverte le 30 juin 1996, après la mise en service d'une nouvelle section ferroviaire entre Príncipe Pío et la gare d'Atocha.

## Service des voyageurs

### Accueil
La station de métro possède deux accès directs situés sur le cours des Acacias. Un édicule s'élève sur la place Ortega y Munilla et donne accès aux chemins de fer de banlieue et au métro . Il comprend un accès direct par ascenseur depuis l'extérieur.

### Intermodalité
La station est en correspondance avec les lignes d'autobus no 18, 23, 34, 35, 36, 62, 116, 118, 119, 148, N12, N15 et N26 du réseau EMT.